# Керолін Шумейкер
Керолін Джин Спеллман Шумейкер (англ. Carolyn Jean Spellmann Shoemaker; нар. 24 червня 1929, Галлап — 13 серпня 2021) — американська жінка-астроном та співвідкривачка комети Шумейкерів — Леві 9. Рекордсменка за кількістю комет, відкритих однією людиною.
Астрономічна кар'єра Керолін почалася 1980 року з пошуку комет і астероїдів, які перетинають орбіту Землі в обсерваторії Паломар. Станом на 2002 рік вона відкрила 32 комети та понад 800 астероїдів. Нагороджена медаллю Джеймса Крейґа Вотсона (1998).

## Особисте життя
Керолін народилася в Галлапі, Нью-Мексико, у сім'ї Леонарда і Гейзел Спеллманів. Зростала у місті Чико, штат Каліфорнія, куди переїхала її сім'я. Керолін здобула ступінь бакалавра та магістра історії, політології та англійської літератури в Каліфорнійському державному університеті Чико. Її брат Річард навчався в Каліфорнійському технологічному інституті (Калтех), де здобув ступінь бакалавра хімічної інженерії. Сусідом по кімнаті Річарда в інституті був молодий аспірант Джин Шумейкер. Керолін познайомилася з Джином влітку 1950 року на весіллі брата, де він був дружбою. Після весілля Джин продовжив свою роботу над докторською у Принстонському університеті, ведучи листування з Керолін. Згодом вони провели двотижневий кемпінг на плато Теннессі. 18 серпня 1951 року Керолін і Джин одружилися. У них народилося троє дітей: Крісті, Лінда та Патрік. Сім'я жила у Гранд-Джанкшн, Менло-Парк, Пасадені, поки не влаштувалася у Флегстаффі, де Керолін із чоловіком працювали в Обсерваторії Ловелла.

## Робота
Першу роботу, вчительки сьомого класу, Керолін покинула, щоб виховувати дітей. У віці 51 року, після того, як її діти виросли та переїхали, Шумейкер почала шукати роботу. Вона працювала асистентом чоловіка у його роботі над вивченням ударних кратерів. У 1980 році вона розпочала пошук астероїдів і комет, що перетинають орбіту Землі в Каліфорнійському технологічному інституті, Пасадына, та Паломарській обсерваторії, Сан-Дієго. У тому ж році вона стає позаштатним науковим працівником астрономічного відділення Геологічної служби США. У 1989 році Керолін починає працювати професором-дослідником астрономії в Університеті Північної Аризони, де займається пошуком астероїдів і комет, що перетинають орбіти планет. 24 березня 1993 року разом з астрономом Девідом Леві, Шумейкери відкривають поблизу Юпітера фрагментовану комету Шумейкерів — Леві 9. Після смерті Джина у 1997 році Керолін продовжувала працювати в обсерваторії Ловелла.
Станом на 2002 рік Керолін Шумейкер відкрила або стала співвідкривачкою 32 комет та понад 800 астероїдів.

## Нагороди
Керолін Шумейкер отримала почесний ступінь доктора від Університету Північної Аризони, а також медаль НАСА «За видатні наукові заслуги» від НАСА у 1996 році. У 1998 році Національна академія наук США нагородила Керолін і Джина Шумейкерів медаллю Джеймса Крейга Вотсона. Також вона отримала медаль Ріттенгауса (1988) та Премію Науковця року (1995). Астероїд 4446 Керолін, відкритий Едвардом Бовеллом, названо на честь Керолін Шумейкер.